# Tydfil
Tydfil ( - 480) was een Welshe maagd, martelaar en heilige uit de 5e eeuw. Zij was, zo zegt de legende, een van de vele heilige dochters van Brychan van Brecknock. Zij werd gedood door heidenen, wellicht Saksen, maar mogelijk ook Welsh. 
Haar feestdag wordt gevierd op 23 augustus. Tydfil ligt begraven in Merthyr Tydfil in het zuiden van Wales en is daar ook de patroonheilige.